# Hammer

Schlosserhammer mit Bahn und Finne

Ein Hammer ist ein händisch oder maschinell angetriebenes Werkzeug, das unter Nutzung seiner beschleunigten Masse (meist) schwere Schläge auf Körper ausübt. Bei von Hand geführten Hämmern wird dieser je nach seiner Masse und genutzter Stiellänge nach dem Heben (Ausholen) aus dem Hand-, Ellbogen- oder Schultergelenk – oder bei beidhändigem Halten aus dem Oberkörper – heraus beschleunigt.
Der Hammer gehört in einer stiellosen Variante als Faustkeil (aus bearbeitetem Stein mit einem nachgewiesenen Alter von 1,75 Millionen Jahren) wahrscheinlich zu den ältesten Werkzeugen der Menschheit.

## Wirkprinzipien
Für möglichst effiziente Übertragung von Impuls und Energie ist es günstig, die Hammermasse an den zu treibenden Teil – etwa einen Nagel, Körner, Stemmeisen oder Meißel – angepasst auszuwählen.  Mittels kurzem und steifem Draht(-seil), Kette oder Zugeisen kann Hammerschwung auch in Zugkraft verwandelt werden, zum Ausziehen von Zeltnägeln oder Zusammenziehen von Fertigparkettdielen.
Um Material direkt zu bearbeiten, zu glätten, verformen, z. B. Treiben und Schmieden, oder auch zerstörend zu trennen oder zu zerkleinern, wird auch eine passende Kopfform von recht flach über kugelig bis spitz benötigt. Hammerköpfe können aus vielen verschiedenen Materialien bestehen wie gehärtetem Stahl, Titan, aber auch aus relativ weichem Kupfer, Kunststoff,  Gummi oder Holz. Eine Rille mit Bucht und Magnet an einer Oberseite des Hammerkopfs kann zum Halten eines Eisennagels für den ersten Schlag dienen und erlaubt so einhändiges Nageln über dem Kopf. Mit einem konischen Schlitz kann ein Nagel mit Kopf, unter der Nutzung des Hammers als Hebel, herausgezogen werden.
Schlagtechnik: Um die Stoßwirkung auf das Handgelenk beim Schlag zu reduzieren, hält man den Hammer im Stoßmittelpunkt, da hier keine Kräfte in der Hand auftreten. Die genaue Position des Stoßmittelpunktes lässt sich im Laufe mehrerer Hammerschläge erfühlen.

## Aufbau
Der Hammer besteht aus einem Kopf und einem Stiel. Der Hammerkopf hat zumeist eine Bahn und eine Finne. Als Finne, Pinne oder Schmalbahn bezeichnet man den keilförmig zulaufenden Teil eines Hammerkopfs. Die flache, ballig oder rund  geformte Schlagfläche eines Hammers heißt Bahn. Der Querschnitt einer Bahn kann kreisförmig, oval, rechteckig oder selten auch achteckig sein.
Meist verläuft die Finne quer zum Stiel. Wenn die Finne längs zum Stiel verläuft, heißt der Hammer Kreuzschlaghammer. Die Finne sitzt entweder mittig zum Hammerkopf (z. B. Schlosserhammer) oder nach unten versetzt (z. B. Schreinerhammer). Die Finne ist meist abgerundet. Der Rundungsradius richtet sich nach dem Verwendungszweck. Ein Schmiedehammer (für Kunstschmiede und Metallbildhauer) hat einen großen Radius, beim Schlosserhammer ist er viel kleiner, und der Maurerhammer hat dort eine Schneide. Der Hammerkopf kann eine Masse zwischen wenigen Gramm bis hin zu mehreren Kilogramm haben. Große mechanische Hämmer können ein Gewicht von etlichen Tonnen haben, z. B. bei der industriellen Stahlbearbeitung. Der Stiel wird in einer geschmiedeten oder gegossenen elliptischen, gelegentlich auch runden (Maurerhammer) Öffnung im Hammerkopf, dem Auge, mit einem Keil befestigt. Das Mittelteil des Hammerkopfs heißt Haus.
Neben den klassischen Hämmern (eine Bahn und eine Finne) gibt es solche mit zwei Bahnen (beispielsweise Fäustel, Schonhämmer, Bossierhämmer, Polstererhämmer) oder mit zwei Finnen (beispielsweise Kesselsteinhämmer oder Dengelhammer). Seltener sind rein einbahnige Ausführungen, etwa von Spann-, Pritsch- und Polierhämmern oder Schmiedehämmer aus dem ostasiatischen Raum wie Japan. Amerikanische Schlosserhämmer haben oft eine kugelig geformte Seite statt einer Finne, die Hammermasse ist zylindrisch und die Bahn daher kreisförmig rund. Solche Hämmer eignen sich besonders für Treibarbeiten und Vernietungen.

## Geschichte

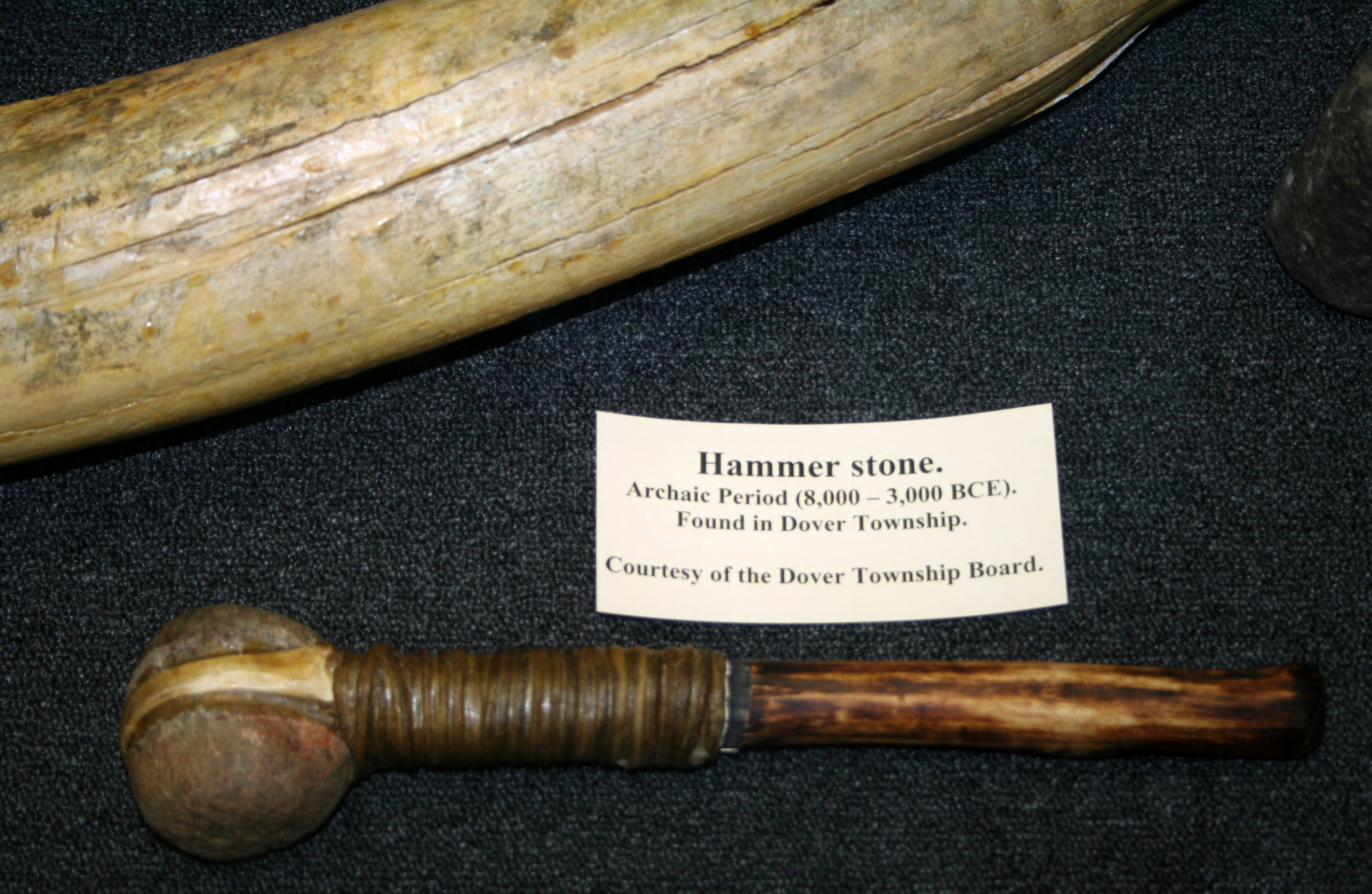
Steinhammer

Der Hammer zählt zu den ältesten Werkzeugen. Die Urform des Hammers ist der in die Hand genommene Stein. Manche Affenarten benutzen Steine als Schlaginstrumente, um Nüsse zu knacken. Die Urmenschen werden sich ähnlich verhalten haben. Die Schlagsteine wurden selbst bearbeitet und fanden als Faustkeile über viele tausend Jahre Verwendung. Die ersten Hämmer nach der heutigen Definition entstanden im Neolithikum mit der Entwicklung der Steinbeile.
In der Bronzezeit wurde der Steinkopf durch einen Metallkopf ersetzt. Seit der Verhüttung von Metallen wurden Hämmer zum Schmieden verwendet. Der in der jüdisch-christlichen Schöpfungsgeschichte erwähnte Tubal-Kain gilt als Stammvater aller Schmiede. Der griechische Philosoph Pythagoras soll anhand der naturwissenschaftlich nicht zutreffenden Legende Pythagoras in der Schmiede ausgehend von den von ihm beobachteten Klängen von Hämmern die Musiktheorie begründet haben.

## Verwendung
In der Regel werden Hämmer in verschiedenen Bereichen der Fertigung eingesetzt. Unter anderem zum Zerschlagen, dem Einschlagen und dem Formen. So kann mit einem Hammer ein Gegenstand in einen anderen Körper eingeschlagen werden, z. B. ein Nagel in eine Wand. Mittels eines Meißels oder Punzen kann die mit dem Hammer umgeformte Bewegungsenergie punktgenau und dosiert auf das Werkstück einwirken.
Häufig werden auch Werkstücke geformt, so aus Blech beim Treiben oder aus massivem Eisen beim Schmieden. Beim Dengeln wird ein schmaler Streifen des Blattes z. B. einer Sense, Sichte oder Sichel durch die Finne des Hammers auf einem Amboss zu einer sehr dünnen Schneide ausgetrieben und die Sense so geschärft.
Daneben gibt es aber auch Hämmer, die nicht der Fertigung dienen. Die Verwendungszwecke sind vielfältig; sie reichen von der rein akustischen Wahrnehmung in öffentlichen Bereichen bis zur symbolisch-zeremoniellen Verwendung. Beispiele hierfür sind der Richterhammer, der Auktionshammer (bei Versteigerungen), der Logenhammer und der Grundsteinhammer. Eine weitere Ausnahme stellt der Perkussionshammer des Arztes zum Test von Reflexen dar. Die Sportart Hammerwerfen wurde auf den britischen Inseln ursprünglich tatsächlich mit einem Schmiedehammer betrieben.

## Arten

### Manuell betätigte Hämmer

Silberner Grundsteinhammer, Berliner Form

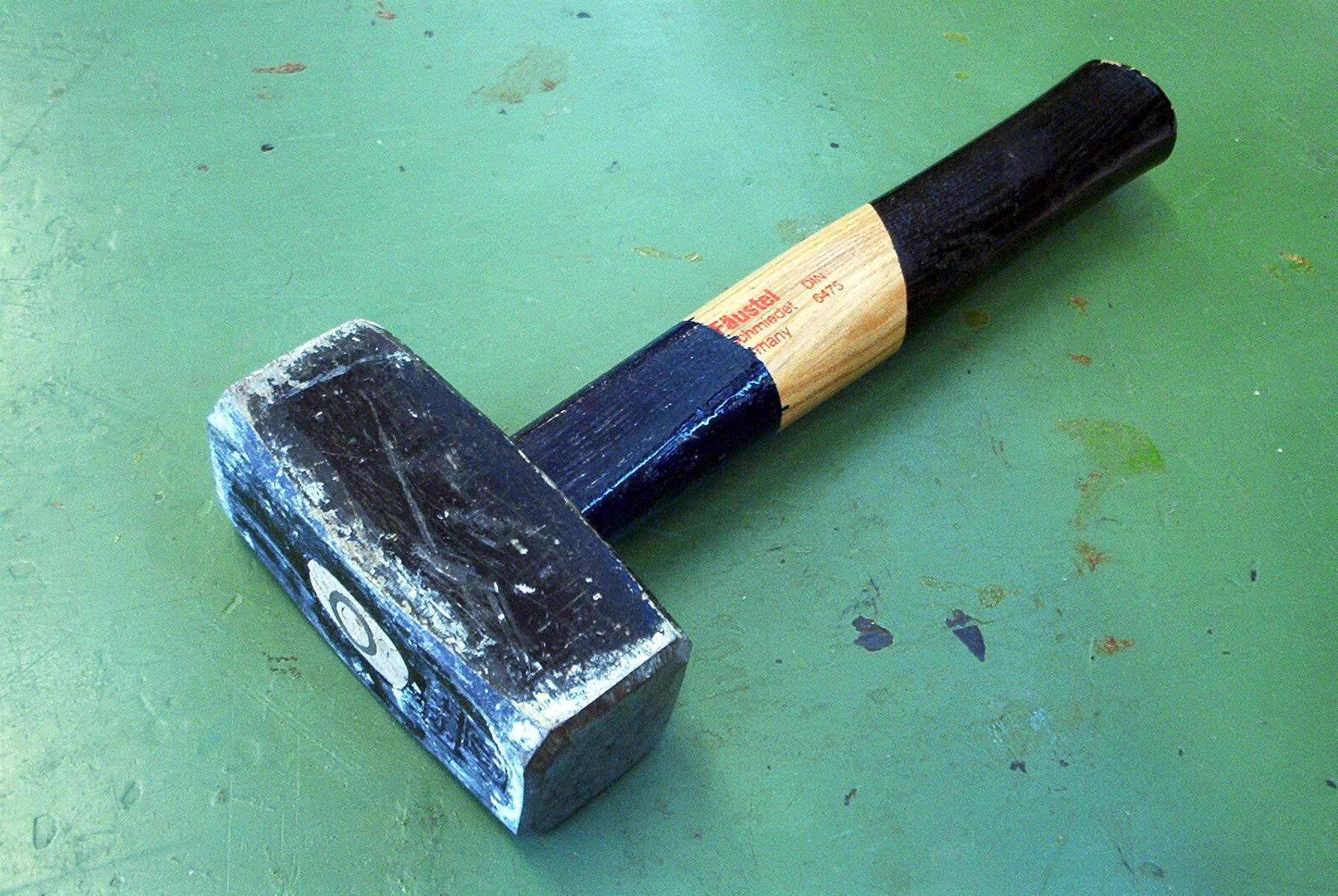
Fäustel

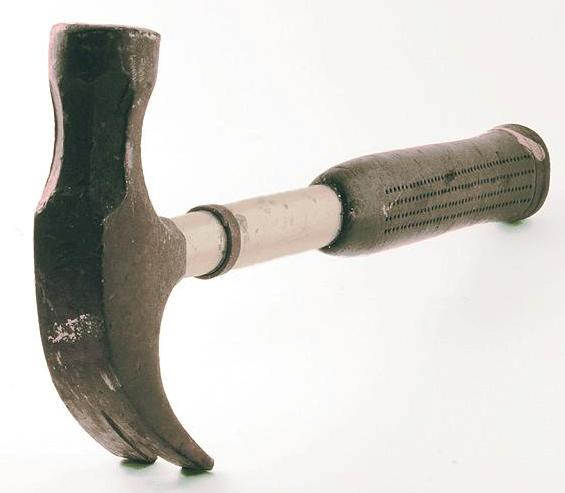
Klauenhammer

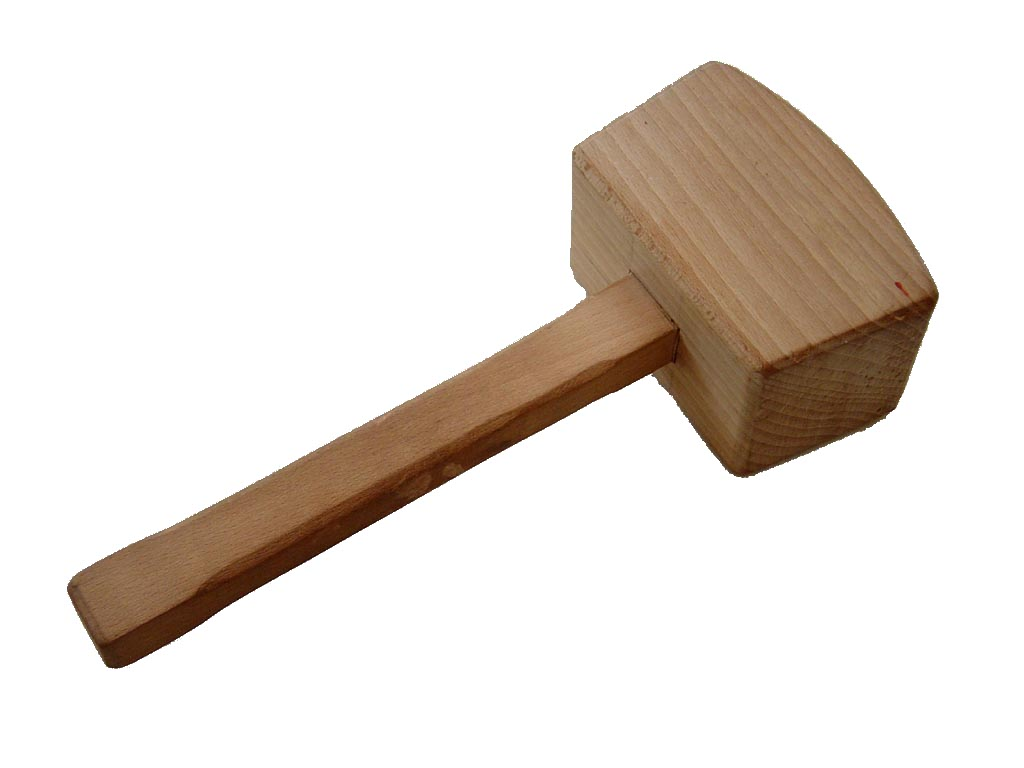
Klopfholz

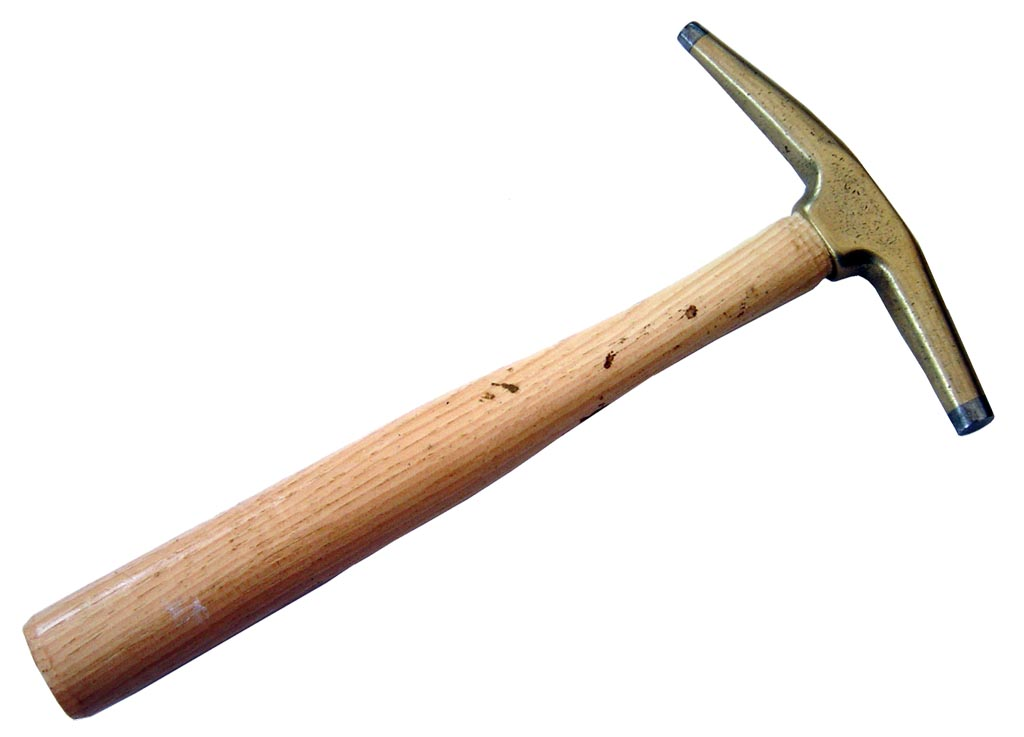
Polstererhammer

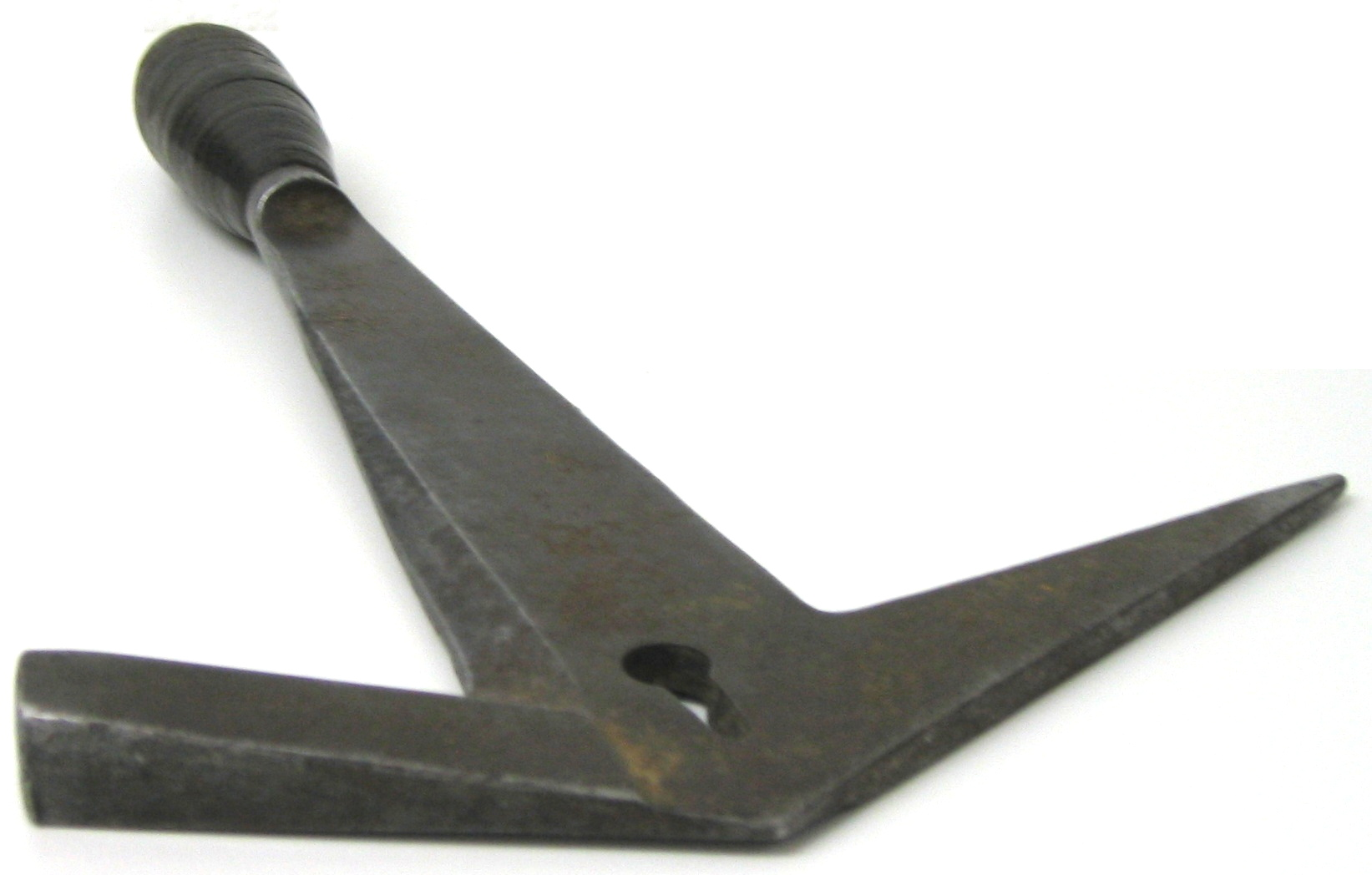
Schieferhammer

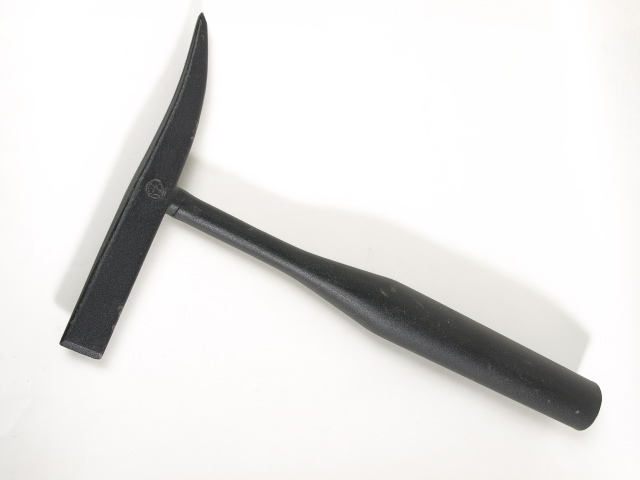
Schweißerhammer nach DIN 5133

Es gibt für unterschiedliche Anwendungsbereiche verschiedene Hammerformen:
- Anreibhammer (für Bodenbeläge und Furniere)
- Apfelsinenkistenhammer (zum Öffnen von Transportkisten aus Holz)
- Auktionshammer mit Schlagblock
- Ausbeulhammer (für Karosseriearbeiten)
- Ballhammer (besondere Form des Setzhammers)
- Bleihammer
- Bossierhammer (mit geraden oder hohlen Bahnen)
- Dengelhammer
- Fäustel
- Felshammer
- Fleischhammer (Küchengerät)
- Fliesenhammer
- Furnierhammer
- Geologenhammer (Pick- sowie Schürfhammer)
- Genno, ein japanischer Hammer mit zwei ungefähr gleichartig geformten, annähernd flachen Seiten
- Glaserhammer
- Gleithammer
- Goldschmiedehammer
- Grundsteinhammer mit rein repräsentativer Funktion
- Gummihammer
- Holzhammer – Hammer mit einem Kopf aus Holz, oft als Klopfholz oder Knüpfel gestaltet
- Hufhammer (zum Einschlagen und Ziehen von Hufnägeln)
- Ingenieurhammer (englischer Schlosserhammer)
- Japanischer Hammer (Genno)
- Kalfathammer
- Kappenhammer (zum Lösen und Öffnen von Schieber- und Hydrantenkappen in der Wasserversorgung und bei der Feuerwehr)
- Kesselsteinhammer zum Entfernen von Kesselstein
- Klanghammer (für Wagenmeister speziell zum akustischen Prüfen von Rädern an Ganzzügen, Wagengruppen oder Einzelwagen)
- Klauenhammer (Zimmermannshammer, gebräuchlicher im angelsächsischen Raum)
- Klopfholz (Holzhammer des Tischlers oder Zimmerers)
- Knüpfel oder Klüpfel (Holzhammer des Steinmetzen oder Bildhauers)
- Kreuzschlaghammer (Beschreibung siehe Setzhammer und Vorschlaghammer)
- Kriegshammer
- Kugelhammer (zum Treiben von Metall)
- Kunststoffhammer (Schonhammer)
- Kupferhammer
- Latthammer (Zimmermannshammer)
- Logenhammer (in der Freimaurerei)
- Maurerhammer
- Nothammer
- Perkussionshammer (im medizinischen Bereich verwendeter Reflexhammer)
- Pflastererhammer/Besetzhammer
- Plattenlegerhammer
- Poldihammer
- Polierhammer
- Polstererhammer
- Richterhammer
- Röhrenabklopfhammer
- Schellhammer (besondere Form des Setzhammers)
- Schieferhammer (Werkzeug des Dachdeckers/Schieferdeckers)
- Schlackehammer (auch Schweißerhammer) zum Entfernen der Schlacke beim Lichtbogenhandschweißen
- Schlägel, ähnlich dem Klöpfel, auch als Schlägel und Eisen im Bergbau
- Schlichthammer (ein Hilfshammer) zum Schlichten zur Verfeinerung eines grob geschmiedeten Materials zur Erzielung einer möglichst ebenen Oberfläche.
- Schlosserhammer
- Schmiedehammer (häufig vom Kunstschmied selbst geschmiedet)
- Schonhammer
- Schreinerhammer
- Schuhmacherhammer
- Sensenhammer (siehe →Dengelhammer)
- Setzhammer
- Sickenhammer
- Spalthammer (verschiedene Ausführungen für Holz oder Stein)
- Spannhammer
- Spitzhammer
- Treibhammer (zum Treiben von Metall)
- Uhrmacherhammer
- Vorschlaghammer (Mottek, Lehmann, Bello)
- Waldhammer
- Zimmermannshammer (Latthammer)
- Ziselierhammer (oft mit balligem Revolverstiel)
- Zuckerhammer (zum Zerkleinern des Zuckerhuts)
- Zughammer
- Zuschlaghammer

### Maschinell betätigte Hämmer
Bereits durch Nutzung von Wasserkraft, aber spätestens mit der Industrialisierung erfand man auch Maschinen, die die Funktion des Handhammers nachvollziehen:
- Abbruchhammer
- Bohrhammer

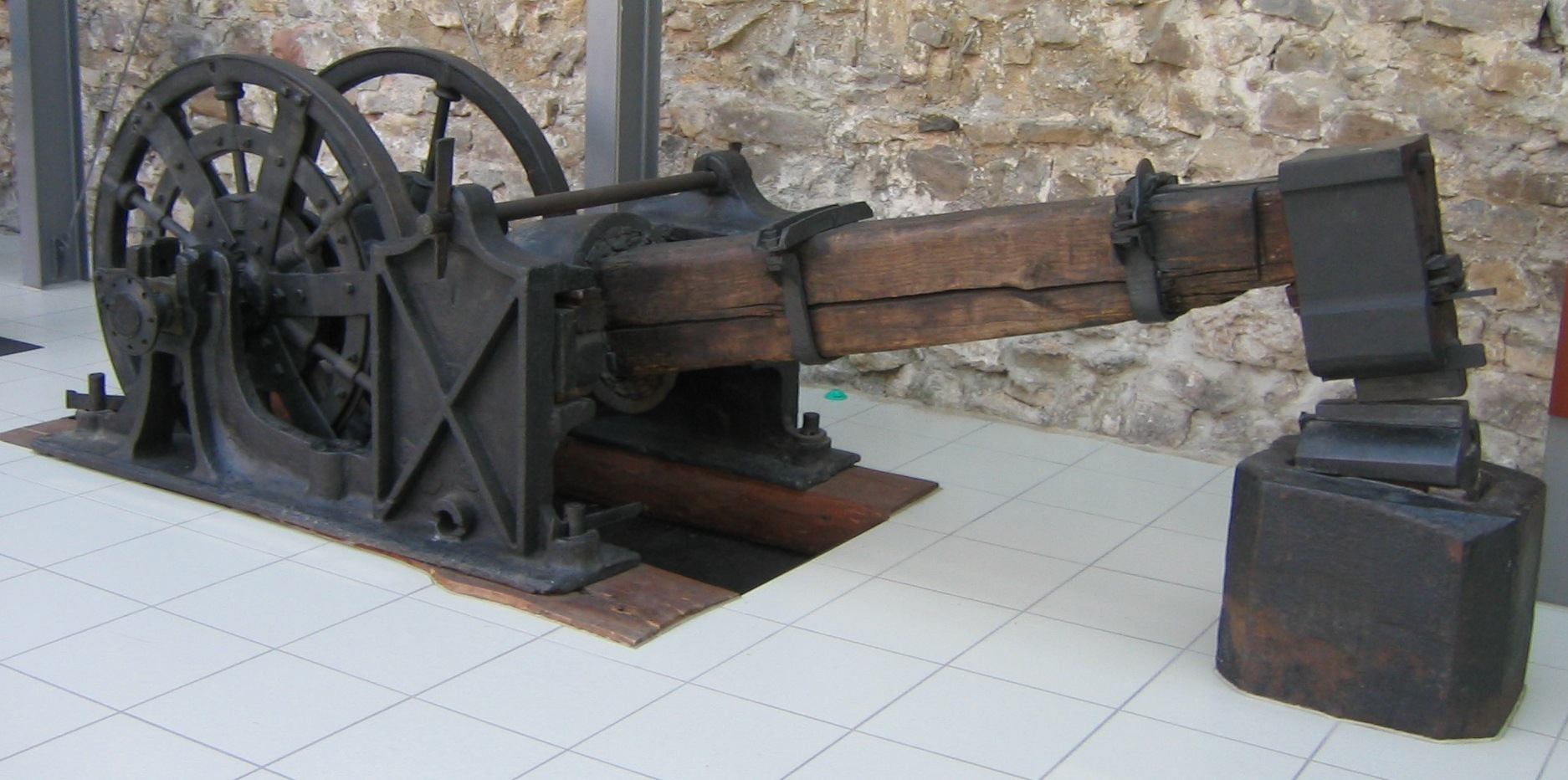
Schwanzhammer im Franziskanermuseum

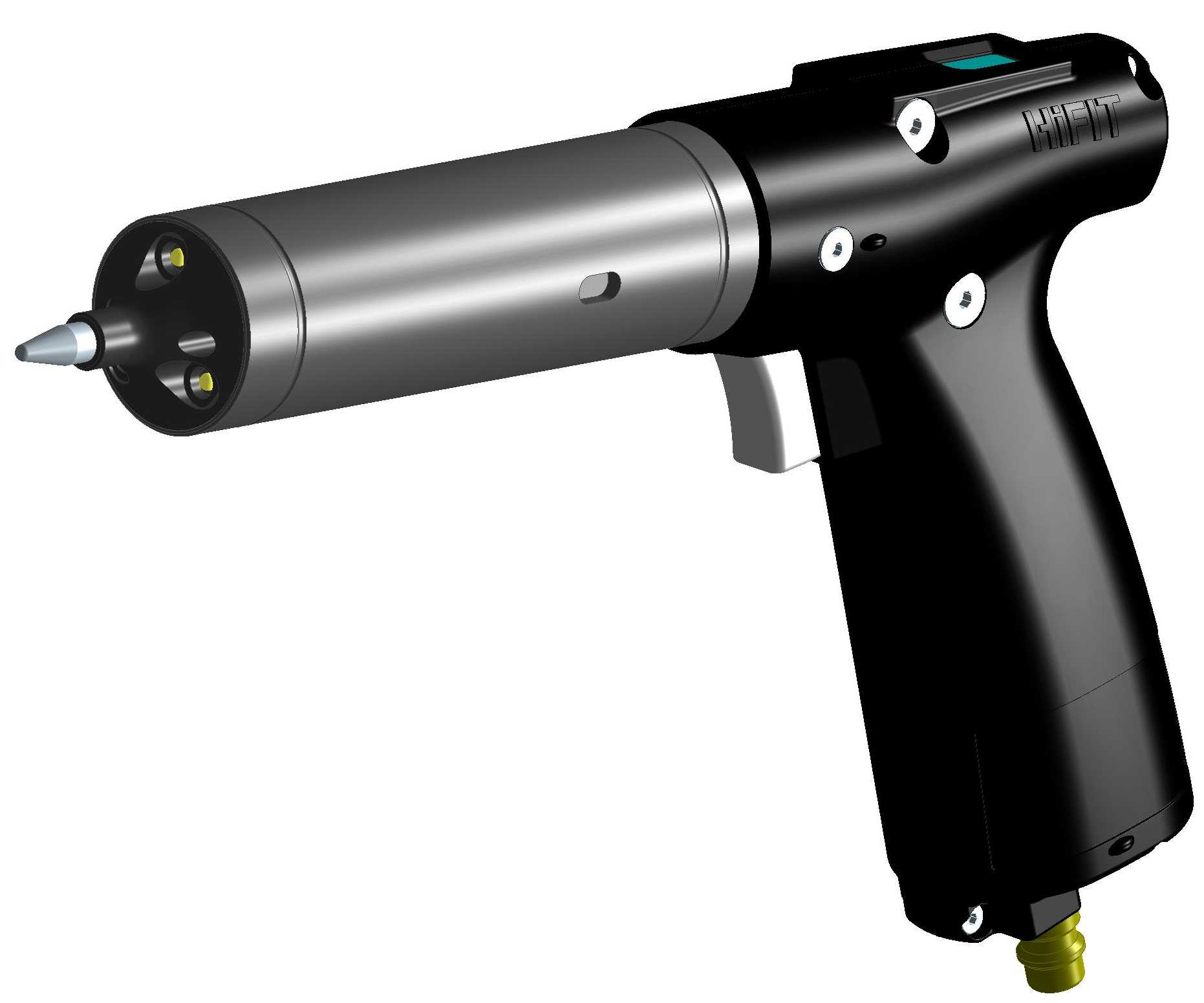
HiFIT-Hammer für Schweißnaht-Nachbehandlungsverfahren

- Fallhammer (Schabottenhammer, Vertikalhammer)
- Federfallhammer
- Gegenschlaghammer
- Hammermühle
- HiFIT-Hammer (pneumatischer Hammer für Schweißnaht-Nachbehandlungsverfahren)
- Hydraulikhammer
- Lufthammer (nimmt dem Schmied die harte körperliche Arbeit beim Freiformschmieden ab)
- Pochwerk
- Presslufthammer
- Schwanzhammer

### Hammerwerke
nach Antriebstechnik:
- Dampfhammer
- Wasserhammer

nach Produkt:
- Eisenhammer, Hammerwerk der Eisenverhüttung
- Beilhammer
- Drahthammer
- Schaufelhammer
- Sensenhammer
- Stab- und Zaineisenhammer, Feinschmiedehammer

In der Akustik gibt es zudem das Norm-Hammerwerk, das für Trittschallmessungen benutzt wird.

## Symbolik
Da der Hammer die Menschheit „seit urdenklichen Zeiten“ als Werkzeug und Waffe begleitet hat, wurde er als mythologisches Symbol der Macht und Kraft schon früh vielen männlichen Herrschergöttern zugeordnet. So trägt der etruskische Todesdämon Charun auf einer Wandmalerei in einem Grab von Tarquinia einen doppelstieligen Hammer als Symbol seiner Vernichtungskraft. Der Hammer taucht auch bei Darstellungen des griechischen Feuergottes Hephaistos auf. Bei den Germanen wurde der Hammer mit dem Donnergott Thor assoziiert. Thors doppelköpfiger Hammer „Mjölnir“ stand einerseits für seine Fähigkeit, Dinge zu zerschmettern, andererseits war es aber auch ein segenspendendes Symbol bzw. als Sinnbild für die gesamten Gestaltungskräfte der Natur.
Von kommunistischen Parteien und Staaten wurde ab 1918 der Hammer in gekreuzter Kombination mit anderen Symbolen benutzt: Hammer und Sichel, Hammer und Zirkel, Hammer und Ähre.
Als Schlägel ist der Hammer Teil des Bergmannszeichens Schlägel und Eisen, welche heute symbolisch für Bergbau oder Arbeit generell steht.
In der Flagge der ehemaligen Sowjetunion (Hammer und Sichel) steht der Hammer als Symbol für die Industrie. Auch im Staatswappen der DDR war der Hammer als Symbol für die Arbeiterklasse enthalten, ebenso in dem der Republik Österreich, dort für die Arbeiterschaft ohne kommunistischen Bezug.

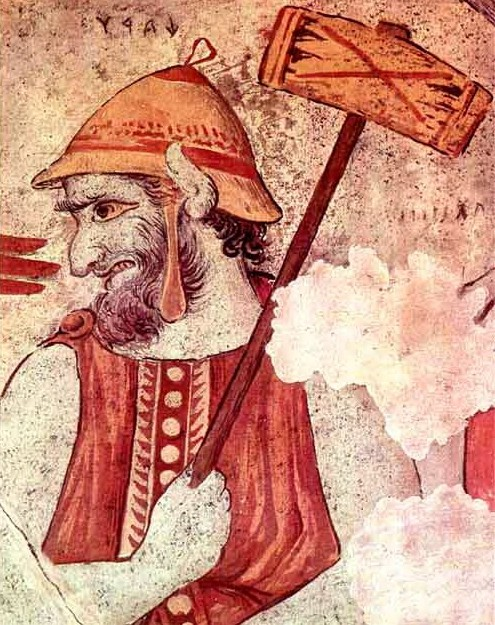
Der etruskische Todesgott Charun
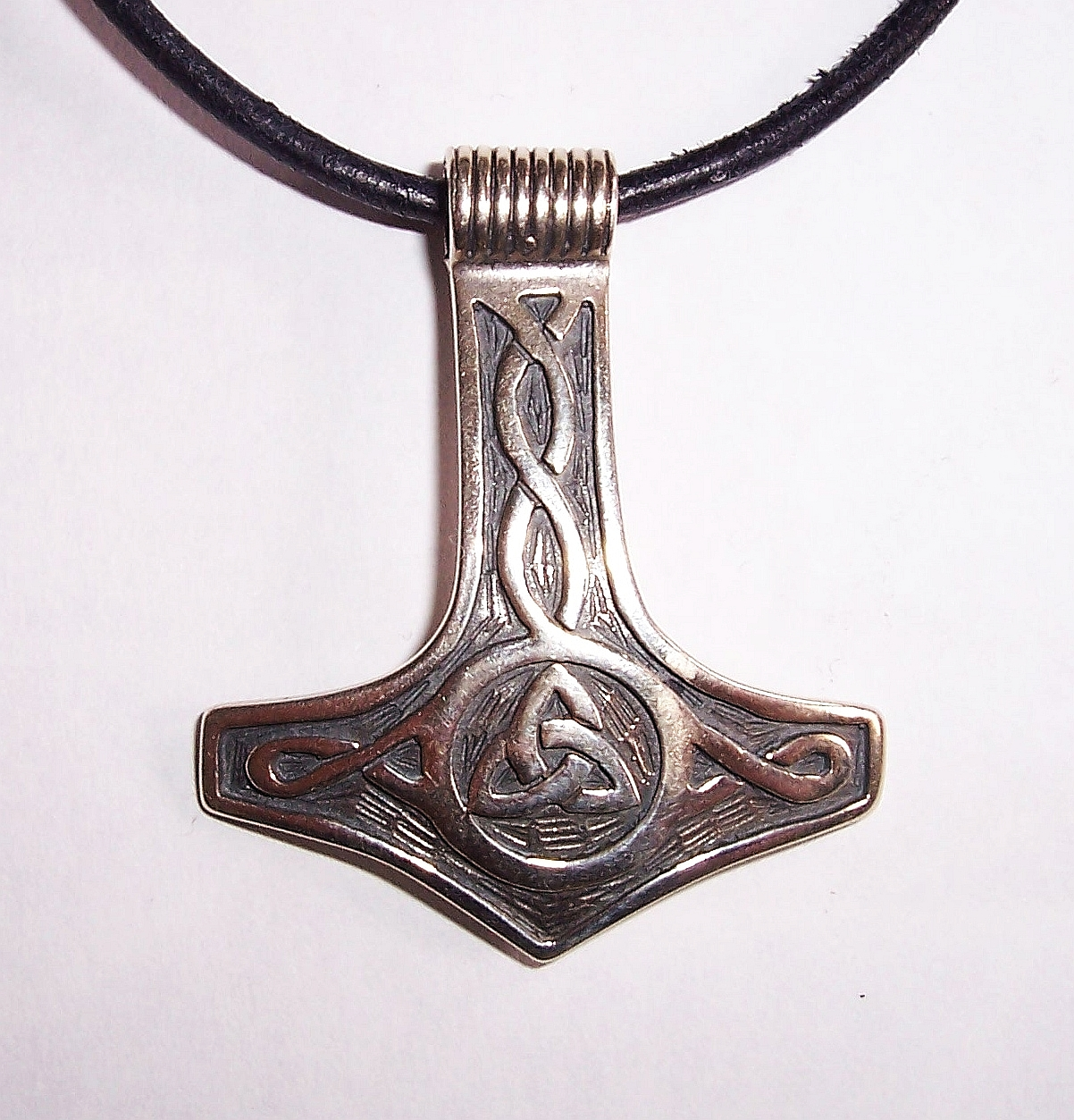
Thorshammer, Mjölnir, Neuzeitlicher Schmuck
Hammer und Sichel als Flaggensymbol der Sowjetunion
Hammer und Ähre im Staatsemblem der DDR
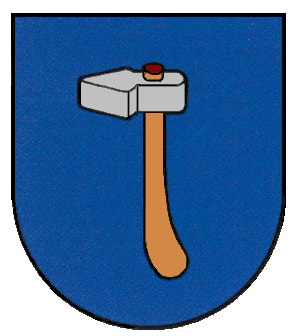
Redendes Wappen von Vöhrenbach-Hammereisenbach
Spitzhammmer (Neuenstein/Hohenlohe)
Hammer, Sichel und Mauerkrone im Bundeswappen Österreichs
Hammer (Olofström/Schweden)
Hämmer (Wolpertshausen DE)

## Redewendungen und Sprichwörter
Es gibt einige Redewendungen, die sich auf den Hammer beziehen. Hier wären zuerst „wissen, wo der Hammer hängt“ und „jemandem zeigen, wo der Hammer hängt“ zu nennen. Während das Erstgenannte bedeutet, dass sich der damit Bezeichnete in etwas sehr gut auskennt, wird letzteres als Synonym dafür benutzt, wenn jemand zurechtgewiesen wird.
Die zweite Gruppe von Redewendungen dreht sich um Auktionen. Da diese in ihrer ursprünglichen Form mit einem Hammer beendet werden, benutzt man die Formulierungen „unter den Hammer kommen“ bzw. „unter den Hammer bringen“ für Dinge, die versteigert werden.
Wenn am Verstand eines Menschen gezweifelt wird, sagt man manchmal, dass er „einen Hammer habe“, was bedeutet, dass er sich so verhält, als hätte er mit dem Hammer einen Schlag auf den Kopf bekommen. Eine dumme Sache oder Mensch wird als „behämmert“ bezeichnet.
Etwas, das besonders auffällig, beeindruckend oder schockierend ist, gut „einschlägt“, wird auch oft als der Hammer bezeichnet.
Der Ausdruck Holzhammermethode verweist auf eine plumpe und sehr direkte Art der Vermittlung. Siehe auch die Krimi-Serie mit dem Kommissar Holzhammer der bayrischen Autorin Fredrika Gers.
„Den Hammer fallen lassen“ ist eine Umschreibung dafür, (meist im Zusammenhang: generell sehr pünktlich) Feierabend zu machen, z. B. „Matthias lässt immer um Punkt 5 den Hammer fallen“.
Wenn jemand „den Hammer kreisen lassen“ will, dann will er in der Regel eine Schlägerei anfangen. Der Ursprung entstammt dem Schmieden, wo es zügig her ging, um das glühende Werkstück schnell zu bearbeiten.
„Amboss oder Hammer sein“ aus dem Gedicht Ein andres von Johann Wolfgang von Goethe aus dem Zyklus Gesellige Lieder, welches besagt, dass man sich im Leben entscheiden muss zwischen: Leiden oder triumphieren (Zitat aus dem Gedicht).
„Der Amboss lebt länger als der Hammer.“ Ein Sprichwort aus Italien.
„Wer nur einen Hammer hat, für den sieht jedes Problem wie ein Nagel aus.“ Sprichwort; in der Kognitionspsychologie ist dieses Sprichwort seit etwa 1964 als Law of the Instrument bekannt.
Die Redewendung „zwischen Hammer und Amboss geraten“ besagt, dass jemand zwischen zwei Fronten gerät und quasi mit der Wucht eines Hammers, der beim Schmieden auf den Amboss geschlagen wird, zerquetscht werden könnte. Oder als Sprichwort: „Wer zwischen Amboss ist und Hammer, dem fehlt es nicht an Jammer.“
Seit dem Mittelalter ist die (wohl ausgestorbene) Wendung den slegel (=Hammer) werfen dokumentiert. Ihre Bedeutung ist nicht ganz geklärt, jedoch scheint sie sich auf einen Abschiedsritus zu beziehen.